# П'ятниця, 13-те, частина 7: Нова кров
П'ятниця, 13-те, частина 7: Нова кров (англ. Friday the 13th Part VII: The New Blood) — американський фільм жахів режисера Джона Карла Бюхлера.

## Сюжет
Тіна Шеппард володіє телекінетичними здібностями, разом із мамою і психіатром доктором Кревсом вони поїхали на Кришталеве озеро, де її талант якимось чином повернув до життя Джейсона з його підводної могили. Виявляється, десять років тому, ще в дитинстві, Тіна спровокувала нещасний випадок, унаслідок якого загинув її батько. Доктор Кревс, щоб повернути дівчині душевну рівновагу, направляється разом із нею на місце трагічних подій. По сусідству з ними розташувалися на відпочинок підлітки. Вони займаються сексом, п'ють спиртне і вживають наркотики. Джейсон, як йому і належить, перебиває ще купу народу.

## У ролях
| Актор                     | Роль                |
| ------------------------- | ------------------- |
| Лар Парк-Лінкольн         | Тіна Шепард         |
| Террі Кайзер              | доктор Кревс        |
| Кевін Спіртас             | Нік                 |
| Сьюзен Дженніфер Салліван | Мелісса             |
| Хайді Козак               | Сандра              |
| Кейн Годдер               | Джейсон Вурхіс      |
| Вільям Батлер             | Майкл               |
| Стейсі Грісон             | Джейн               |
| Ларрі Кокс                | Рассел              |
| Джефф Беннетт             | Едді                |
| Діана Берроус             | Медді               |
| Елізабет Кайтан           | Робін               |
| Джон Ренфілд              | Девід               |
| Майкл Шредер              | Ден                 |
| Дебора Кесслер            | Джуді               |
| Дайан Альмейда            | Кейт                |
| Крейг Томас               | Бен                 |
| Дженніфер Банко           | молода Тіна Шепард  |
| Джон Отрін                | містер Джон Шепард  |
| Сьюзен Блу                | місіс Аманда Шепард |
| Делано Дж. Палугі         | рятувальник         |
| Джон Карл Бюхлер          | пожежник            |
| Волт Горні                | оповідач            |

## Збори
Фільм «П'ятниця, 13-те, частина 7: Нова кров» вийшов у п'ятницю, 13 травня 1988 року, у 1796 кінотеатрах, дебютувавши на 1-му місці та заробивши 8,2 мільйона доларів за перший вікенд. Зрештою фільм зібрав у американському прокаті 19,1 мільйона доларів, що дало йому змогу посісти 53-те місце у списку найкасовіших стрічок року.

## Цікаві факти
- Це перший фільм, у якому в головній ролі з'явився актор і каскадер Кейн Годдер, згодом зіграв Джейсона ще в трьох серіях.
- Робочими назвами картини були Jason's Last Rites і Birthday Bash (останнє означає «нещасливий» день народження одного з персонажів).
- В образі пожежного, який у кінці фільму піднімає з землі уламки маски Джейсона, засвітився сам режисер Джон Карл Бюхлер.
- У підсумковий варіант фільму не увійшла сцена, у якій Джейсон у фіналі тягне під воду випадкового рибака. Цей момент забракували за схожість з аналогічною сценою у фіналі першої «П'ятниці».